# Yandry Torres
Yandry Torres (13 de junio de 1997) es un deportista cubano que compite en judo.
Ganó una medalla en los Juegos Panamericanos de 2015 y tres medallas en el Campeonato Panamericano de Judo entre los años 2014 y 2018.

## Palmarés internacional
| Juegos Panamericanos    | Juegos Panamericanos      | Juegos Panamericanos | Juegos Panamericanos |
| Año                     | Lugar                     | Medalla              | Categoría            |
| ----------------------- | ------------------------- | -------------------- | -------------------- |
| 2015                    | Toronto (Canadá)          | Medalla de bronce    | –60 kg               |
| Campeonato Panamericano |                           |                      |                      |
| Año                     | Lugar                     | Medalla              | Categoría            |
| 2014                    | Guayaquil (Ecuador)       | Medalla de oro       | –55 kg               |
| 2017                    | Ciudad de Panamá (Panamá) | Medalla de bronce    | –60 kg               |
| 2018                    | San José (Costa Rica)     | Medalla de bronce    | –60 kg               |